# Trasa W-Z w Bydgoszczy
Trasa W-Z w Bydgoszczy im. rotmistrza Witolda Pileckiego – trasa stanowiąca ostatni element I etapu budowy wewnętrznej obwodnicy Bydgoszczy od północy. Wybudowane zostały dwa wiadukty, jeden nad torami kolejowymi (ok. 190 m) w pobliżu dworca PKP  Bydgoszcz Główna (Wiadukt Niepodległości), drugi w ciągu ulicy Żeglarskiej, nad samą trasą (Wiadukt im. płk. Ryszarda Kuklińskiego).
Po trasie W-Z przebiega DK80, która obecnie przechodzi przez centrum miasta.
Inwestycja była częściowo finansowana z funduszy strukturalnych Unii Europejskiej.